# Šemsudin Sarajlić
Muhamed Šemsuddin (event. jen Šemsudin) Sarajlić (28. května 1887 Knežina, okres Vlasenica, Bosna a Hercegovina – 30. září 1960 Sarajevo, Federativní lidová republika Jugoslávie) byl bosenskohercegovský spisovatel, politik a překladatel bosňáckého původu.

## Život
Jeho rodina původně nesla příjmení Đugumija, ale po přestěhování jeho děda ze Sarajeva do Knežiny, byla místními přejmenována na Sarajliće (Sarajevany).
Sarajlić v Sarajevu vystudoval ruždii, muslimskou základní školu, Gazi Husrev-begovu medresu a Daru-l-muallimin, muslimskou učitelskou přípravku. Nato roku 1904 odešel za vzděláním do Istanbulu, tam se ale pro své liberální (mladoturecké) názory dostal do konfliktu se státní mocí a po roce se vrátil do vlasti. Poté našel zaměstnání v zemském úřednickém aparátu; nejprve pracoval v Zemském vakufském ředitelství, spravujícím majetek islámských nadací, poté byl s kratšími přestávkami až do roku 1941 účetním na sarajevském magistrátu. Do toho přispíval do mnohých časopisů, zejména Beharu, Gajretu a Biseru, a překládal z arabštiny, perštiny a turečtiny.
Během první světové války působil jako vojenský imám. Po skončení konfliktu úspěšně kandidoval do parlamentu Království Srbů, Chorvatů a Slovinců coby zástupce Jugoslávské muslimské organizace. Poslancem ústavodárného shromáždění byl v letech 1920–1923. Při vnitrostranických třenicích se přidal na stranu muftího Ibrahim-ef. Maglajliće, který si nakonec založil vlastní stranu, ale v následujících volbách jeho platforma zcela propadla a nezískala jediný mandát.
Po parlamentních volbách roku 1935 byl zatčen a 19 dnů strávil ve vazbě.
Roku 1937 v Sarajevu založil a vedl neúspěšný list Napredna općina (Pokroková obec).
Sarajlić zesnul 30. září 1960 v Sarajevu. Zádušní mše proběhla hned druhého dne před sarajevskou Begovou mešitou, jeho tělesné ostatky pak byly převezeny a uloženy na hřbitově v lokalitě Hambina carina.
Jeho manželkou od roku 1912 byla přední muslimská intelektuálka a prozaička Nafija Sarajlić, rozená Hadžikarić (1893–1970), s ní přivedl na svět pět dětí: syny Halida (*1914), Džemala (*1918), Abdurahmana (*1920) a dcery Halidu (*1912) a Nedvetu (*1925).

## Dílo
- Razija (Sarajevo 1908, nejprve v čsp. Behar, Sarajevo, roč. 7/1906–1907, č. 7–22), povídka
- Naša ekonomska organizacija (Naše ekonomická organizace, Sarajevo 1921), publicistický text
- Nova Turska (Nové Turecko, Sarajevo 1926), publicistický text
- Iz bosanske romantike (Z bosenské romantiky, Zagreb 1931, Sarajevo 1997), novely
- Uputa za početni rad u mektebima (Pokyny pro počáteční práce v mektebech, Sarajevo 1933), pedagogická příručka
- Šta da činimo dok kriza traje? (Co dělat, když krize trvá?, Sarajevo 1933), přepis přednášky
- Mi i Bližnji Istok (My a Blízký východ, Sarajevo 1935), publicistický text
- Zarasli putovi (Zarostlé cesty, Zagreb 1944), novely